# HMS Cobra
El HMS Cobra fue un destructor a turbina de la Marina Real Británica. Fue construido de forma especulativa por Armstrong Whitworth y posteriormente puesto a la venta al Almirantazgo británico. Fue botado el 28 de junio de 1899 y adquirido por la Marina el 8 de mayo de 1900 por 70.000 libras.
Su corta carrera llegó a su fin cuando se rompió la popa y se hundió cerca de South Dowsing Shoal, frente a Ingoldmells, el 18 de septiembre de 1901. La rotura se produjo a 46 m de la proa, entre las dos calderas de popa. Doce hombres, entre ellos el jefe de máquinas, se salvaron; 44 oficiales de la Marina y 23 empleados de los contratistas, en su mayoría empleados de los fabricantes de turbinas, Parsons Marine, murieron ahogados.
Un consejo de guerra celebrado en octubre absolvió de toda culpa a los oficiales supervivientes, declarando que "el Cobra no tocó tierra ni entró en contacto con ningún obstáculo, ni su pérdida se debió a ningún error de navegación, sino a la debilidad estructural del buque". Esto fue rebatido por los fabricantes y otros constructores navales, con ejemplos de barcos equivalentes que navegaron hasta Australia o Japón sin incidentes.
La pérdida del Cobra se produjo sólo seis semanas después de la del destructor Viper, el único otro buque propulsado por turbina de la armada. Ambos se habían concebido como buques de prueba para demostrar las capacidades de la nueva tecnología. Ninguna de las dos pérdidas se debió a problemas con las turbinas, pero aun así supusieron un revés para la introducción generalizada de las turbinas en los buques de guerra. Las pérdidas se produjeron después de la pérdida del Serpent en 1890 y crearon una aversión en la Royal Navy hacia los nombres de serpientes, y estos nombres no se volvieron a utilizar.

## Hundimiento

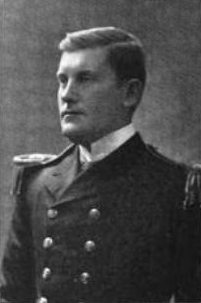
Teniente Alan Wyldbore Bosworth Smith.

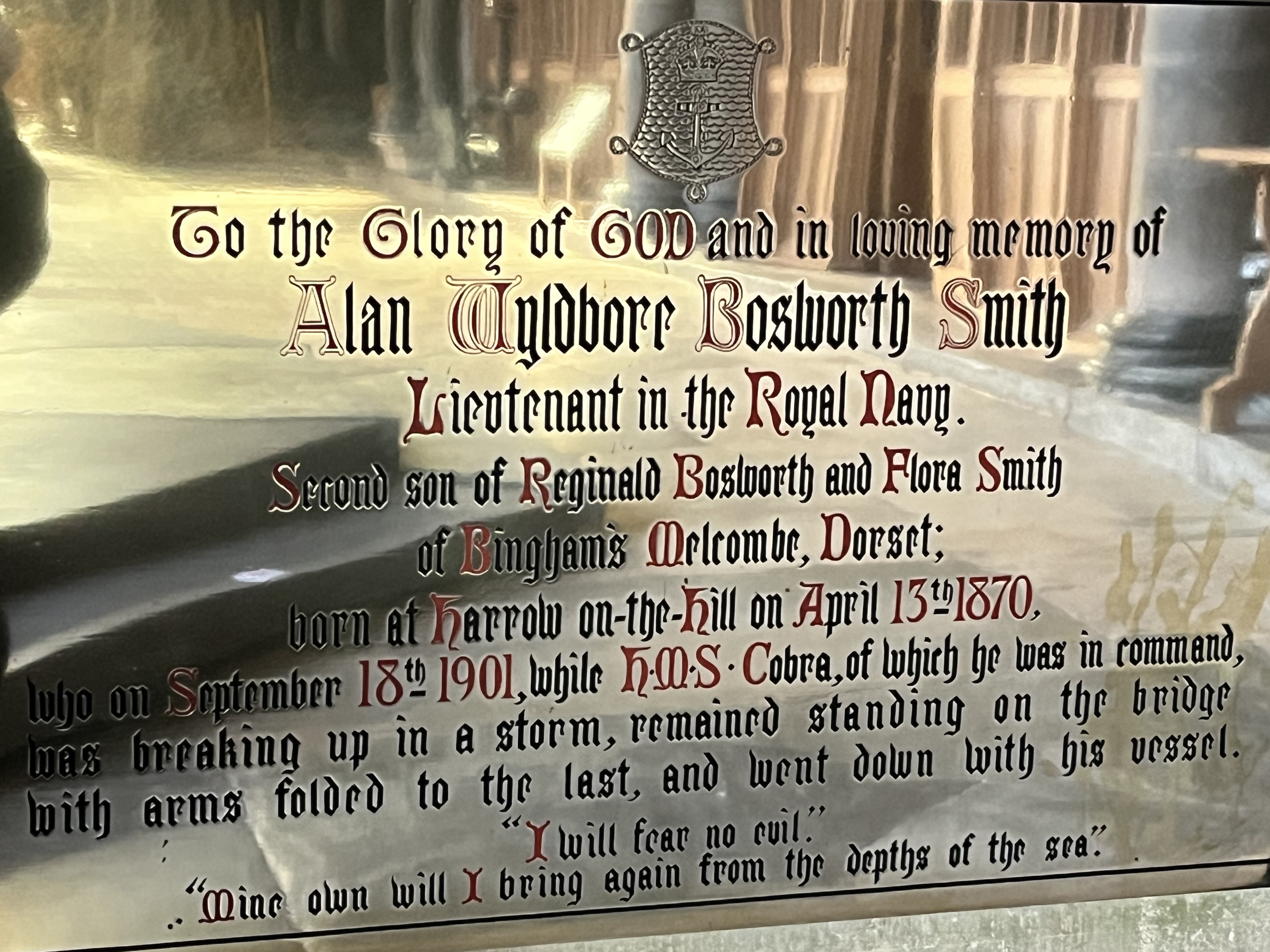
Placa al teniente Smith en la catedral de Salisbury.

El buque realizó sus primeras pruebas de vapor en junio de 1900. En septiembre de 1901 había finalizado las pruebas de vapor, incluidas las modificaciones del Almirantazgo. El teniente Bosworth Smith, con una tripulación de dos oficiales y 48 hombres, fue designado para recoger el buque en Newcastle y llevarlo a Portsmouth, donde sería equipado con cañones y municiones. Salió de Elswick a las 11:00 horas del 17 de septiembre, descendiendo por el río Tyne, donde la tripulación ajustó la brújula, alcanzando la desembocadura del río apenas a las 19:00 horas y tomando luego rumbo S 25° E a unos 17 kn (20 mph; 31 km/h). El viento del NNO y la mar gruesa hicieron que el buque se balanceara fuertemente, por lo que hubo dificultades para alimentar con carbón las calderas y hubo que apagar dos, reduciendo la velocidad a 5 kn (5,8 mph; 9,3 km/h) hacia las 22:00. El fogonero John Collins informó de que en la madrugada del día 18 la tripulación apenas podía mantenerse en pie en el fogón. Al amanecer del día 18, fue posible aumentar la velocidad a 8 kn (9,2 mph; 15 km/h). A las 07:00, la luz del "Outer Dowsing" fue vista a unos 4,8 km de distancia. El Cobra modificó su rumbo hacia la luz para confirmar su identidad y fue visto aproximándose por los tripulantes de la embarcación ligera. Su tripulación informó de que el Cobra parecía "hundirse fuertemente", luego se detuvo en una nube de vapor, antes de partirse en dos. La sección de popa se hundió, mientras que la proa continuó a la deriva en el viento.
El jefe de máquinas Percey, del Cobra, declaró que sobre las 07:15 estaba en la sala de máquinas y sintió un impacto como si el barco hubiera chocado contra algo. Subió a cubierta y descubrió que el barco se estaba partiendo en dos, estando él en la parte de popa. Se intentó botar el ballenero del barco, pero volcó debido al hacinamiento, ya que entre 40 y 50 hombres intentaban subir a bordo. Había tres botes plegables, pero no hubo tiempo suficiente para montarlos antes de que el barco se hundiera. Se logró botar un bote de 4,3 m (14 pies) en el que viajaban el contramaestre Francis Barns y otras siete personas. Barns echó todo lo que pudo del bote y consiguió subir a bordo a otros cuatro supervivientes, entre ellos Percey. Tres de ellos tuvieron que permanecer en el agua agarrados al costado de la embarcación durante tres horas hasta que el mar se calmó lo suficiente como para subirlos a bordo. Se informó de que otro marinero, al llegar al barco tras una agotadora travesía a nado, vio que "si añadía su peso todo estaría perdido, así que dijo "Es uno por muchos, adiós a todos", y se soltó, hundiéndose para no levantarse más". Los 12 fueron recogidos por el vapor Harlington hacia las 18:15 y desembarcados en Middlesbrough. Aunque los hombres que se encontraban en el agua llevaban salvavidas, éstos no fueron suficientes para evitar que se ahogaran en el fuerte oleaje. El teniente Smith fue visto por última vez de pie en el puente mientras la parte delantera del barco se hundía.
John Smith, capitán del pesquero a vapor 15 salió del puerto de Great Yarmouth a las 08:00 y se dirigió hacia la luz de South Dowsing. Hacia las 16:30, recogió del mar a dos hombres muertos y al ver los restos del Cobra se dirigió hacia ellos. Unos 4,6 m (15 pies) de la parte delantera del barco sobresalían del agua, con la parte inferior hacia arriba. No había señales de vida alrededor del barco aún visible, por lo que se dirigió al buque faro en busca de información. Le pidieron que llevara noticias a tierra sobre lo ocurrido, pero antes regresó al Cobra, que flotaba boca abajo y recuperó más cadáveres del mar. El 20 de septiembre, el comandante Storey, del buque de guerra Hearty, intentó remolcar los restos del naufragio -que aún eran visibles- a aguas menos profundas. Sólo consiguió desplazarlo 91 metros. Un submarinista sueco, Frank Carlson, descendió varias veces hasta el pecio, que yacía con la proa levantada.

## Consejo de guerra y comisión de investigación

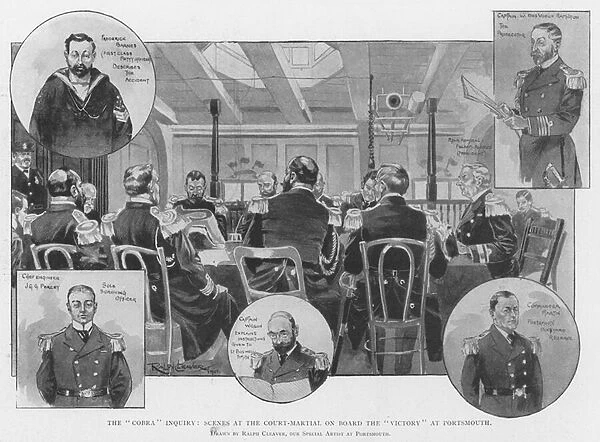
Escenas de la corte marcial a bordo del Victory en Portsmouth. Illustrated London News, 1901

Se celebró un consejo de guerra para investigar el hundimiento bajo la presidencia del contralmirante Pelham Aldrich a partir del 10 de octubre de 1901. El director general de Armstrong, el Sr. Philip Watts, fue llamado a declarar. Fue un arquitecto naval de formación y más tarde se convirtió en Director de Construcción Naval en el Almirantazgo. Testificó que el barco era un poco más largo que el Swordfish, por lo tanto más débil, pero para compensar esto se había aumentado su profundidad, haciéndolo un 17% más fuerte. No consideró que la fuerza de las olas fuera suficiente para explicar la rotura del barco y, de todos modos, la rotura no se había producido en el punto donde el casco sería más débil. Admitió que los motores habían demostrado ser 28 toneladas largas (28,4 t) más pesados de lo que habían sido diseñados y que el barco había tenido unas 20 toneladas largas (20,3 t) por encima de su peso de diseño de 450 toneladas largas (457,2 t) cuando zarpó. El buzo había encontrado una hendidura de 2,5 cm (1 pulgada) que se extendía a lo largo de la quilla y comenzaba a 30 cm (un pie) de la rotura irregular del barco, aunque la pintura no estaba dañada. Watts afirmó que esto era prueba de que el barco había chocado contra el mástil de un barco hundido. No se pudieron encontrar tales restos, pero tampoco se pudo localizar la sección de popa del Cobra. El oficial de carpintero E. Privett testificó que había sentido dos sacudidas leves mientras estaba parado en el puente como si el barco hubiera encallado, y que poco después la popa se había elevado entre 20 y 30°. El capitán Shilling del vapor Oakwell informó haber golpeado madera flotante en el área cercana. El consejo de guerra determinó que el barco se había roto debido a debilidades estructurales, más que por golpear algún objeto. También criticó a White por haber autorizado la compra.
En noviembre de 1901 se inició una investigación bajo el mando del vicealmirante Rawson debido a la preocupación constante de que si Cobra había sido peligrosamente débil, otros buques también podrían estarlo. Los miembros del comité incluyeron al Dr. John Inglis, el profesor John Biles, el Sr. Archibald Denny y HE Deadman. Se realizaron pruebas en el destructor Wolf, que se apoyó en cunas antes de que se drenara el agua circundante, de modo que se pudiera medir la tensión resultante sobre el casco debido al apoyo en algunos puntos. Los resultados confirmaron los cálculos teóricos de que el diseño era suficientemente sólido. Se realizaron pruebas en el mar, donde se encontró que las tensiones eran siempre menores que las de las pruebas en muelle. La conclusión final fue que Cobra era más débil que la mayoría de embarcaciones similares, pero más fuerte que algunas. No había ninguna razón para creer que debería haberse desintegrado por la acción de las olas a menos que hubiera habido algún fallo importante no detectado en el material del que estaba hecho o en su ensamblaje. No hubo evidencia de tales fallas durante su construcción.
Los informes del consejo de guerra y de la investigación fueron clasificados como secretos durante 50 años, lo que impidió que expertos externos examinaran las pruebas detalladas. En tiempos más recientes se ha propuesto una explicación del hundimiento alternativa a la producida por el consejo de guerra. Cobra golpeó la madera que flotaba en el agua, causando primero la abolladura en la placa de la quilla, pero luego golpeó nuevamente más atrás a lo largo del barco en un punto más débil en la placa del fondo, creando un agujero. Esto concuerda con las dos conmociones relatadas por algunos de los supervivientes. El agujero permitió que entrara suficiente agua en el barco para que alcanzara al menos el nivel de las calderas antes de que se rompiera. Stoker Collins informó que fue el vapor del agua de la inundación que llegó a una de las calderas lo que alertó a la tripulación de la sala de calderas sobre un problema, y que evacuaron la sala antes de que el barco se partiera en dos. El peso añadido de esta cantidad de agua habría sido suficiente para romper el barco en el mar embravecido.